# 鸠摩罗斯瓦米·卡马拉阇
鸠摩罗斯瓦米·卡马拉阇（英語：Kumaraswami Kamaraj，1903年7月15日—1975年10月2日），是印度政治家，曾担任国大党主席。